# صموئيل برينتون ويتني
صموئيل برينتون ويتني (بالإنجليزية: Samuel Brenton Whitney)‏ هو ملحن أمريكي، ولد في 4 يونيو 1842، وتوفي في 3 أغسطس 1914.

## وصلات خارجية
- صموئيل برينتون ويتني على موقع ميوزك برينز (الإنجليزية)